# Liste des conseillers départementaux du Doubs
Pour un article plus général, voir Conseil départemental du Doubs.

## Conseil départemental duDoubs(38 sièges)

### Groupes
Le Conseil départemental du Doubs est présidé par Christine Bouquin (LR). 
Il comprend 38 conseillers départementaux issus des 19 cantons du Doubs. 
|                                    |       |       |      |                                          |
| Président du Conseil départemental |       |       |      |                                          |
| Christine Bouquin (LR)             |       |       |      |                                          |
| Parti                              | Sigle | Sigle | Élus | Groupes                                  |
| Majorité (24 sièges)               |       |       |      |                                          |
| Les Républicains                   |       | LR    | 11   | C'est le Doubs                           |
| Divers droite                      |       | DVD   | 11   | C'est le Doubs                           |
| Horizons                           |       | HOR   | 2    | C'est le Doubs                           |
| Opposition (14 sièges)             |       |       |      |                                          |
| Divers gauche                      |       | DVG   | 6    | Le Doubs social, écologique et solidaire |
| Parti socialiste                   |       | PS    | 4    | Le Doubs social, écologique et solidaire |
| Génération.s                       |       | G.s   | 1    | Le Doubs social, écologique et solidaire |
| Parti communiste français          |       | PCF   | 1    | Le Doubs social, écologique et solidaire |
| Renaissance                        |       | RE    | 1    | Indépendants                             |
| Divers gauche                      |       | DVG   | 1    | Indépendants                             |

### Les conseillers départementaux
| Canton          | Conseillers sortants      | Parti | Parti | Conseillers élus          | Parti | Parti |
| --------------- | ------------------------- | ----- | ----- | ------------------------- | ----- | ----- |
| Audincourt      | David Barbier             |       | DVG   | Damien Charlet            |       | PS    |
| Audincourt      | Christine Coren-Gasperoni |       | DVG   | Christine Coren-Gesperoni |       | DVG   |
| Baume-les-Dames | Claude Dallavalle         |       | DVG   | Claude Dellavalle         |       | DVG   |
| Baume-les-Dames | Danièle Nevers            |       | PS    | Marie-Christine Durai     |       | DVG   |
| Bavans          | Marie Chassery            |       | DVG   | Maire-Paule Brand         |       | DVD   |
| Bavans          | Rémy Nappey               |       | DVG   | Bruno Baudrey             |       | LR    |
| Besançon-1      | Gérard Galliot            |       | DVG   | Ali Yugo                  |       | PS    |
| Besançon-1      | Myriam Lemercier          |       | DVD   | Monique Bonnet            |       | DVG   |
| Besançon-2      | Françoise Branget         |       | LR    | Chantale Guyen            |       | LR    |
| Besançon-2      | Michel Vienet             |       | LR    | Michel Vienet             |       | LR    |
| Besançon-3      | Philippe Gonon            |       | Agir  | Serge Rutowski            |       | DVD   |
| Besançon-3      | Marie-Laure Dalphin       |       | LR    | Marie-Laure Dalphin       |       | LR    |
| Besançon-4      | Odile Faivre-Petitjean    |       | MoDem | Jeanne Henry              |       | PCF   |
| Besançon-4      | Alain Loriguet            |       | LR    | Georges Ubiali            |       | DVG   |
| Besançon-5      | Catherine Cuinet          |       | DVD   | Valérie Maillard          |       | DVD   |
| Besançon-5      | Ludovic Fagaut            |       | LR    | Ludovic Fagaut            |       | LR    |
| Besançon-6      | Raphaël Krucien           |       | PS    | Raphaël Krucien           |       | PS    |
| Besançon-6      | Géraldine Leroy           |       | G.s   | Géraldine Leroy           |       | G.s   |
| Bethoncourt     | Philippe Claudel          |       | DVG   | Albert Matocq-Grabot      |       | DVG   |
| Bethoncourt     | Magali Duvernois          |       | PS    | Magali Duvernois          |       | PS    |
| Frasne          | Philippe Alpy             |       | Agir  | Philippe Alpy             |       | Agir  |
| Frasne          | Michèle Letoublon         |       | DVD   | Géraldine Tissot-Trullard |       | DVD   |
| Maîche          | Christine Bouquin         |       | LR    | Christine Bouquin         |       | LR    |
| Maîche          | Serge Cagnon              |       | DVD   | Christian Methot          |       | DVD   |
| Montbéliard     | Virginie Chavey           |       | LR    | Priscilla Borgerhof       |       | DVD   |
| Montbéliard     | Jean-Luc Guyon            |       | LR    | Jean-Luc Guyon            |       | LR    |
| Morteau         | Jacqueline Cuenot-Stalder |       | Agir  | Jacqueline Cuenot-Stalder |       | Agir  |
| Morteau         | Denis Leroux              |       | LR    | Denis Leroux              |       | LR    |
| Ornans          | Béatrix Loizon            |       | DVD   | Béatrix Loizon            |       | DVD   |
| Ornans          | Alain Marguet             |       | LR    | Olivier Billot            |       | LR    |
| Pontarlier      | Florence Rogeboz          |       | DVD   | Florence Rogeboz          |       | DVD   |
| Pontarlier      | Pierre Simon              |       | LREM  | Romuald Vivot             |       | LR    |
| Saint-Vit       | Annick Jacquemet          |       | DVD   | Annick Jacquemet          |       | DVD   |
| Saint-Vit       | Thierry Maire du Poset    |       | DVD   | Thierry Maire du Poset    |       | DVD   |
| Valdahon        | Sylvie Le Hir             |       | DVD   | Patricia Lime Vieille     |       | LR    |
| Valdahon        | Thierry Vernier           |       | DVD   | Thierry Vernier           |       | DVD   |
| Valentigney     | Frédéric Barbier          |       | LREM  | Frédéric Barbier          |       | LREM  |
| Valentigney     | Martine Voidey            |       | DVG   | Martine Voidey            |       | DVG   |

## Conseil Général duDoubsde 2011 à 2015 (35 sièges)

### Groupes politiques
| Parti                             | Sigle | Élus |
| --------------------------------- | ----- | ---- |
| Majorité (22 sièges)              |       |      |
| Parti Socialiste                  | PS    | 18   |
| Divers gauche                     | DVG   | 4    |
| Opposition (13 sièges)            |       |      |
| Union pour un mouvement populaire | UMP   | 10   |
| Divers droite                     | DVD   | 3    |
| Président du Conseil Général      |       |      |
| Claude Jeannerot (PS)             |       |      |

### Liste des conseillers généraux
| Canton                              | Circ | Conseiller général    | Parti | Série |
| ----------------------------------- | ---- | --------------------- | ----- | ----- |
| Arrondissement de Besançon          |      |                       |       |       |
| canton d'Amancey                    | 5    | Patrick Ronot         | UMP   | 2008  |
| canton d'Audeux                     | 1    | Gérard Galliot        | DVG   | 2008  |
| canton de Baume-les-Dames           | 3    | Marc Petrement        | UMP   | 2008  |
| canton de Besançon-Est              | 2    | Patricia Olivares     | PS    | 2014  |
| canton de Besançon-Nord-Est         | 2    | Claude Girard         | PS    | 2008  |
| canton de Besançon-Nord-Ouest       | 1    | Vincent Fuster        | PS    | 2011  |
| canton de Besançon-Ouest            | 1    | Claude Jeannerot      | PS    | 2011  |
| canton de Besançon-Planoise         | 1    | Lotfi Saïd            | PS    | 2012  |
| canton de Besançon-Sud              | 2    | Yves-Michel Dahoui    | PS    | 2008  |
| canton de Boussières                | 1    | Annick Jacquemet      | UMP   | 2008  |
| canton de Marchaux                  | 2    | Philippe Beluche      | PS    | 2008  |
| canton d'Ornans                     | 2    | Jean-François Longeot | DVD   | 2011  |
| canton de Pierrefontaine-les-Varans | 5    | Jean-Marie Pobelle    | UMP   | 2011  |
| canton de Quingey                   | 1    | Jacques Breuil        | PS    | 2011  |
| canton de Rougemont                 | 3    | Danièle Nevers        | PS    | 2011  |
| canton de Roulans                   | 2    | Claude Dallavalle     | DVG   | 2011  |
| canton de Vercel-Villedieu-le-Camp  | 5    | Léon Bessot           | DVG   | 2011  |
| Arrondissement de Montbéliard       |      |                       |       |       |
| canton d'Audincourt                 | 4    | Paul Coizet           | PS    | 2008  |
| canton de Clerval                   | 3    | Frédéric Cartier      | DVD   | 2008  |
| canton d'Étupes                     | 4    | Michel Rondot         | PS    | 2011  |
| canton de Hérimoncourt              | 4    | Jean-Marie Bart       | PS    | 2008  |
| canton de L'Isle-sur-le-Doubs       | 3    | Rémy Nappey           | PS    | 2008  |
| canton de Maîche                    | 3    | Christine Bouquin     | UMP   | 2008  |
| canton de Montbéliard-Est           | 3    | Marie-Noëlle Biguinet | UMP   | 2011  |
| canton de Montbéliard-Ouest         | 3    | Pierre Hélias         | PS    | 2011  |
| canton de Pont-de-Roide             | 4    | Frédéric Barbier      | PS    | 2011  |
| canton du Russey                    | 5    | Gilles Robert         | PS    | 2011  |
| canton de Saint-Hippolyte           | 3    | Serge Cagnon          | UMP   | 2011  |
| canton de Sochaux-Grand-Charmont    | 4    | Noël Gauthier         | PS    | 2008  |
| canton de Valentigney               | 4    | Martine Voidey        | PS    | 2008  |
| Arrondissement de Pontarlier        |      |                       |       |       |
| canton de Levier                    | 5    | Jean-Pierre Gurtner   | UMP   | 2008  |
| canton de Montbenoît                | 5    | Alain Marguet         | UMP   | 2011  |
| canton de Morteau                   | 5    | Albert Rognon         | UMP   | 2011  |
| canton de Mouthe                    | 5    | Jean-Marie Saillard   | DVD   | 2011  |
| canton de Pontarlier                | 5    | Christian Bouday      | DVG   | 2011  |